# Дилатансия
Дилатансия — увеличение объёма в плотно упакованных гранулированных материалах, когда те подвергаются сдвиговым деформациям. Этот эффект был впервые описан научным путем Осборном Рейнольдсом в 1885—1886 гг..
Дилатансия является общей характеристикой грунта (в большей мере данный эффект наблюдается в песчаных грунтах). Дилатансию можно наблюдать, когда влажный песок вокруг ноги человека, идущего по пляжу, кажется высохшим. Деформация, вызванная ногой человека, расширяет песок под ним, а вода в песке перемещается, чтобы заполнить новое пространство между частицами.
Противоположной стороной данного процесса является уменьшение объёма, или контракция.
Характеристикой дилатансии является угол дилатансии, который варьируется от 0 до 6-8 градусов для различных грунтов.

## Проблемы дилатансии в геотехнике
- Может ли дилатансия проявляться при штамповых испытаниях? Штамповые испытания до сдвигов не доводят, только линейная зависимость. Линейная зависимость идет, пока не начинаются краевые выпоры под штампом. Если бы штамповые испытания испытывали бы до срыва (то есть идет осадка, потом срыв произошел), изучали бы за зонами линейной деформации грунта под штампом, тогда дилатансию нужно учитывать. В PLAXIS это есть: идет учёт в краевых зонах фундамента, где возникают сдвиги. В самих штамповых испытаниях до срыва не доводят, так как нужен только модуль деформации (линейная зависимость нагрузки от осадки).
- В случае подпорной стенки. При расчёте подпорной стенки мы учитываем трение грунта по подпорной стенке, а дилатансию не учитываем. Хотя она возникает, в случае если засыпали пазуху очень плотным песком.
- Дилатансия при укладке геосеток, армировании грунта. Там достаточно хорошо насыпь уплотняется катками, проливкой водой и внутри есть ткань (или сетка), которая работает за счет только трения материала по грунту. Там возможна оценка дилатансии, так как она дает дополнительную несущую способность. Вместо 5 рядов армирования можно сделать 4 для экономии, однако ни один из российских нормативов по армированным насыпям не учитывает дилатансию.
- Контроль тенденции изменения объёма. Если коэффициент пустотности высокий (рыхлый грунт), пустоты в каркасе грунта, как правило, сводят к минимуму недогрузки — частицы сжимаются. Противоположная ситуация, то есть когда коэффициент пустотности относительно невелик (плотный грунт), указывает на то, что объём почвы уязвим для увеличения под нагрузкой — частицы расширяются (дилатаны)[5].
- Будет ли дилатансия учитываться при реконструкции, когда увеличиваются нагрузки на фундамент? Нет, так как при увеличении нагрузки нет сдвигов. Если произошел сдвиг, выпор грунта, это уже аварийная ситуация и потеря несущей способности. Там уже не до расчетов дилатансии. Когда в зоне влияния, например котлован копаем, вокруг дома стоят, шпунтовая стенка отклонилась на 5-10 см, пошли сдвиги, пошла мульда оседания, в этих зонах дилатансию можно учесть по оценке устойчивости шпунтовой стенки (так как там сдвиги), а не у фундамента соседнего здания. Дилатансию учитываем там, где склоны, откосы (подкрепленные шпунтами и прочим), сваи.
- Уменьшение порового давления при дилатансии. Согласно примеру[6] были две груши заполненные водой. Видно что давления гидростатические у них одинаковые. Далее 1 грушу полностью заполняют водой и давят на неё, и вода поднимается. Мы дали дополнительное давление — давление в жидкости возросло, вода поднялась, логично. А вот в груше, заполненной песком мы нажимаем а давление резко уменьшается! Почему это происходит? Это явление описывает один из факторов дилатансии. Во второй груше частицы перекомпановываются, неазжают друг на друга. В результате поры были сначала были маленькие, потом стали большие. Песок при перекомпановке частиц вобрал в себя лишнюю воду. Песок был плотный, стал рыхлый. То есть давление в жидкости не увеличилось, а наоборот, уменьшилось. Это явление часто можно увидеть на пляже. Когда мы наступаем, под подошвой ноги происходит сдвиг песка. И песок из плотного переходит в рыхлое состояние. Увеличивается пористость, и лишняя вода уходит в эти поры. В результате мы видим в местах следов более сухой след (в сравнении с окружающим грунтом).
- На практике дилатансию можно использовать при учёте несущей способности свай по боковой поверхности. При забивке свай в плотном песке происходит чистый сдвиг (проходит прослойку песка), возникают дополнительные нормальные напряжения из-за дилатансии на границе бетон/плотный песок. При глобальных расчетах, геомасивах там, где всегда возникают сдвиговые деформации, дилатансию нужно обязательно учитывать. Во многих расчетных моделях грунта МКЭ нужно указывать угол дилатансии грунта.

## Дилатансия на графиках напряжений (пример)
Плотный песок неожиданно переходит в рыхлое состояние (см. рисунок). Сцепление в точках А и В увеличилось. Вот точка А как бы должна быть на линии, а она вышла наверх. За счёт чего это могло произойти? За счет каких-то сил. Возникают некоторые дополнительные силы, которые, как бы сжимают грунт.
Прибор представляет собой каретку снизу (нижний ярус частиц песка) и сверху каретка (верхний ярус частиц песка) пригруженную нормальным напряжением. То есть, когда частицы начинают перекомпоновку, у мелких частиц так красиво перекомпоноваться как в следах на песке не получится, потому что сверху есть жёсткий пригруз каретки. То есть они пытаются разъехаться в сторону (увеличивается пористость), но сверху есть давление. В результате напряжения на контактах между частицами резко возрастают. Резко возрастают нормальные напряжения внутри образца. Снаружи он не меняется. Как давление было нормальное, так оно и есть но внутри нашего образца напряжения увеличились. За счет того, что грунт пытается расшириться из-за дилатансии. А ему не дает сверху и снизу каретка, в результате возникают неучтенные внутренние напряжения на границах частиц. В точках А и В возникает неучтенное сцепление. В точке С давление такое что эту дилатансию оно компенсировало полностью, а в точках А и В нет.
Можем предположить, что какое-то возникло давление на эти зерна, на этот песок. Первое предположение что это вода. Но вода действует по закону Архимеда. Если у нас вода вся свободная, булькает там в порах, она должна наоборот взвешивать и уменьшать напряжение (закон Архимеда). Но тут она не взвешивает. Тогда за счет чего же произошло отклонение? Возникает сразу же предположение — за счёт капиллярного давления. У нас по капиллярам вода поднимается на высоту капиллярного поднятия.
Капиллярное давление грубо прочитывается как удельный вес воды на высоту поднятия γh. Из-за этого давления возникают напряжения в точках A и B. В точке С напряжение нормальное гораздо больше и капиллярное давление само по себе разрушается, не может компенсировать сдвиговые напряжения. Поэтому в точке C у нас и получается, что графики совпали. За счет сил поверхностного натяжения вода по краю пытается подняться вверх и возникает мениск и возникают силы, которые пытаются эту воду выкинуть наверх (по сути, поровое давление). Поровое давление бывает с положительным знаком (удельный вес воды на высоту столба воды, по сути, поровое давление равняется гидростатическому).
В грунтах есть повышенное поровое давление, когда давление в порах больше, чем гидростатическое. И у нас из-за капиллярных сил возникает поровое давление, которое как бы отрицательное, оно выше уровня горизонта свободных вод. Капиллярная вода вроде бы свободная гравитационная вода, прочносвязанная, рыхлосвязанная. Рыхлосвязанная вода то отрывается от частиц грунта, то прилипает. А вот капиллярная вода — это свободная гравитационная вода, но закон Архимеда (что интересно) в ней не работает. Теоретически если в расчёт будем брать какую-нибудь стеклянную трубку, в учебниках иногда пишут «вода в грунтах супесях поднимается до 5 м».
Пример: при разгрузке котлована пытались учесть капиллярное давление при устойчивости склона. Выкопали яму. Сначала за счет кажущегося сцепления откосы стояли вертикально. Вопрос: сколько может простоять, пока вода не высохнет, пока действуют капиллярные силы сцепления. Однако склон высыхает неравномерно, поэтому в расчете были значительные погрешности. Соотношения между сдвиговыми и нормальными напряжениями вот такое (где точки ABC). Чем плотнее грунт, тем больше сцепление. В точках А и В неожиданно изменилась плотность.

### Приборы для измерения дилатансии
Есть специальные приборы, которые при сдвиге (сдвиг равномерно идет) измеряют перемещение верхней каретки. Это не на обычном сдвиговом приборе измеряется, а на приборе, где сдвиг идет вращательный. То есть штамп устанавливается и проворачивается вокруг своей оси. В результате этот шток (штамп) приподнимается (бывает достаточно высоко). Все зависит от плотности грунта. Если песок рыхлый (у него пор и так много), то эти напряжения компенсируются. Просто песок уплотняется и все. Если у песка средняя плотность, дилатансия не возникает. Как он сдвигался так он сдвигался. Это характерно для песков выше средней плотности.

## Отсечка дилатансии
После интенсивного сдвига расширяющиеся материалы достигают состояния критической плотности, при котором дилатансия заканчивается. Этот феномен поведения грунта может быть включен в модель Hardening Soil посредством отсечки по дилатансии. Чтобы указать это поведение, начальный коэффициент пустотности {\displaystyle e_{init}} и максимальный коэффициент пустотности материала {\displaystyle e_{max}} должны быть введены в качестве общих параметров. Как только изменение объема приводит к состоянию максимальной пустоты, мобилизуемый угол дилатансии {\displaystyle \psi _{m}} автоматически возвращается к нулю.